# 閭鉦
閭鉦（1449年—？），字靜之，陝西平涼府涇州人，軍籍。明朝政治人物。進士出身。

## 生平
陝西鄉試第四名。成化八年（1472年）壬辰科會試第六十六名，殿試登進士第二甲第七十名。

## 家族
曾祖父閭斌，曾任知州。祖父閭久敬。父亲閭瑛，曾任經歷。